# Fläckig mulmblomfluga
Fläckig mulmblomfluga (Chalcosyrphus nemorum) är en tvåvingeart som först beskrevs av Fabricius 1805.  Fläckig mulmblomfluga ingår i släktet mulmblomflugor, och familjen blomflugor. Arten är reproducerande i Sverige. Inga underarter finns listade i Catalogue of Life.

## Bildgalleri

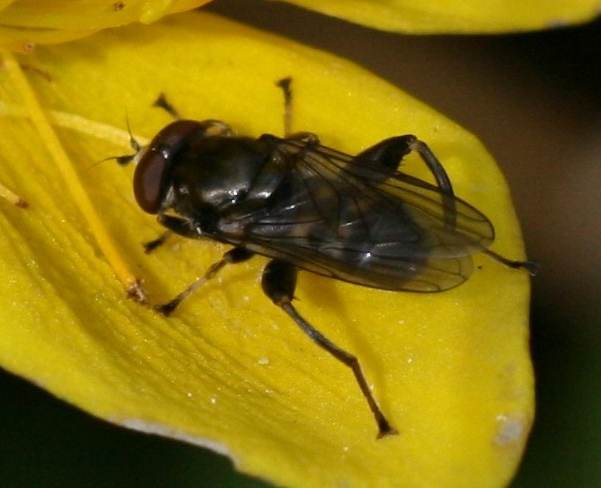
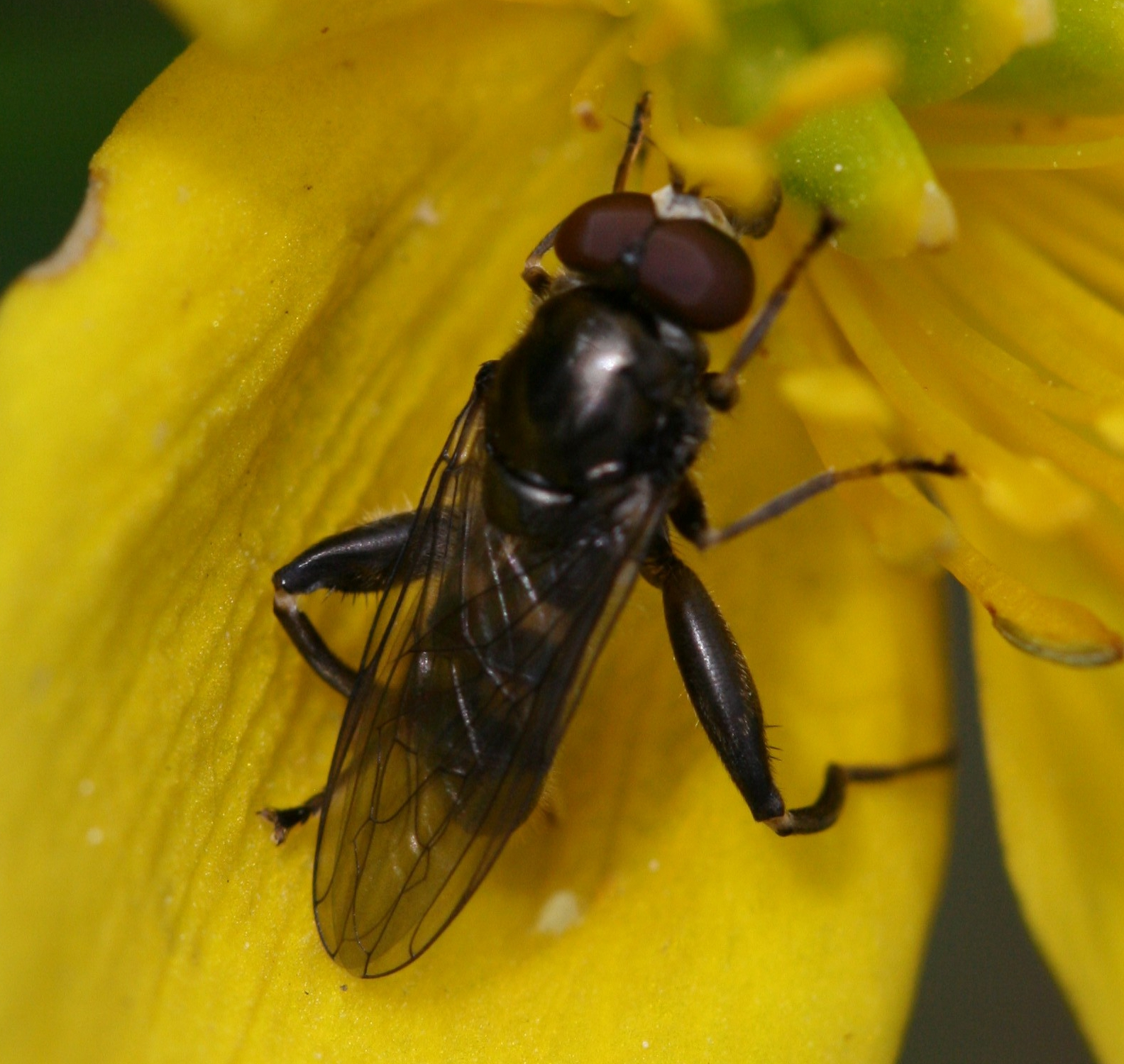